# Soul of Mann
Soul of Mann is het vierde muziekalbum dat Manfred Mann maakt. Manfred Mann is daarbij de groepsnaam.

## Musici
- Paul Jones – zang, harmonica
- Mike Vickers – gitaar, saxofoon en fluit
- Tom McGuinness – basgitaar;
- Manfred Mann – toetsen;
- Mike Hugg – drums, percussie en vibrafoon

## Composities
1. The abominable snowmann
2. I got you babe
3. Bare Hugg
4. Spirit feel
5. Why should we not
6. LSD
7. I can't get no satisfaction
8. God rest Ye merry gentleman
9. My generation
10. Mr Arnello
11. Still I'm sad
12. Tengo tango
13. Brother Jack
14. Sack O Woe

Het is een deels verzamelalbum en deels een album met covers. Na het album geeft Paul Jones aan de band te willen verlaten en stap naar EMI om een solocarrière op te starten. Manfedd Mann zit dan zonder zanger, maar ook zonder contract; EMI wil niet Paul Jones én Manfred Mann in beheer hebben. De nieuwe zanger wordt Mike d'Abo en de nieuwe platenmaatschappij Fontana.
Dit album is opgenomen in de 4cd betreffende de tijd dat Manfred Mann bij EMI in beheer zat: Down the Road Apiece.